# Salto mortal

Animación de un salto mortal.

La vuelta o salto mortal es una prueba de destreza acrobática en la que una persona rota alrededor de su plano medio, moviendo sus pies por encima de su cabeza. El salto puede ser adelante, atrás o hacia el costado.
Existen numerosas  variaciones de los saltos mortales adelante y atrás, cuyas versiones definidas con mayor precisión técnica forman parte del deporte de competencia llamado trampolining. En este deporte existen cuatro variantes entre los saltos mortales que se realizan en competencias, los cuales son: tuck o agrupado, pike o carpado, straight o extendido y straddle o a horcajadas.
- Extendido, en ella no se forma ningún ángulo entre las partes del cuerpo;
- Agrupado, en ella el ángulo entre los muslos y la parte baja de la pierna es menor a 90 grados, las rodillas están cerradas con las puntas abajo, el ángulo entre las piernas y el tronco es menor de 90 grados, las manos toman con fuerza las espinillas por el costado del cuerpo y los brazos están pegados al mismo;
- Carpado, con un ángulo entre el cuerpo y los muslos menor de 90 grados, las piernas completamente extendidas, las manos tocan la punta de los dedos del pie, el pecho hundido y la cabeza en posición neutral;
- A horcajadas, con las piernas separadas en ángulo mayor de 90 grados, mientras éstas y el tronco debe formar un ángulo menor de 90 grados.

Otras destrezas relacionadas con salto son:
- Barani (salto mortal adelante con 1/2 giro)
- Rudi (salto mortal adelante con 1 1/2 giros)
- Rudi ball out (Desde dorsal, mortal al frente con uno y medio giros)
- Full Back o frontfull (Backflip o frontflip con 1 giro) [less common with single fronts]
- Double (Doble salto mortal adelante o atrás)
- Double Full (Salto mortal atrás con 2 giros)
- Half Out (Doble mortal con medio giro en el último salto)
- Adolf (salto mortal adelante con 3 1/2 giros)
- Back in - Full out (Doble salto mortal atrás con 1 giro en el segundo mortal)

## Tipos

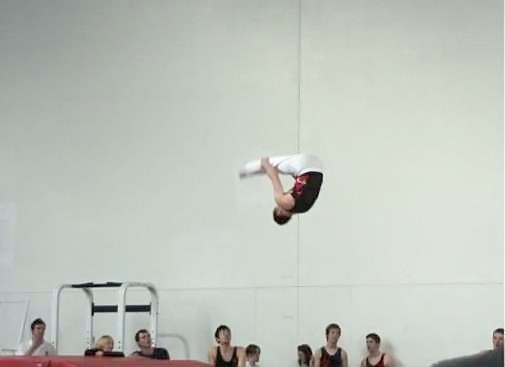
Salto mortal frontal en posición de pica.

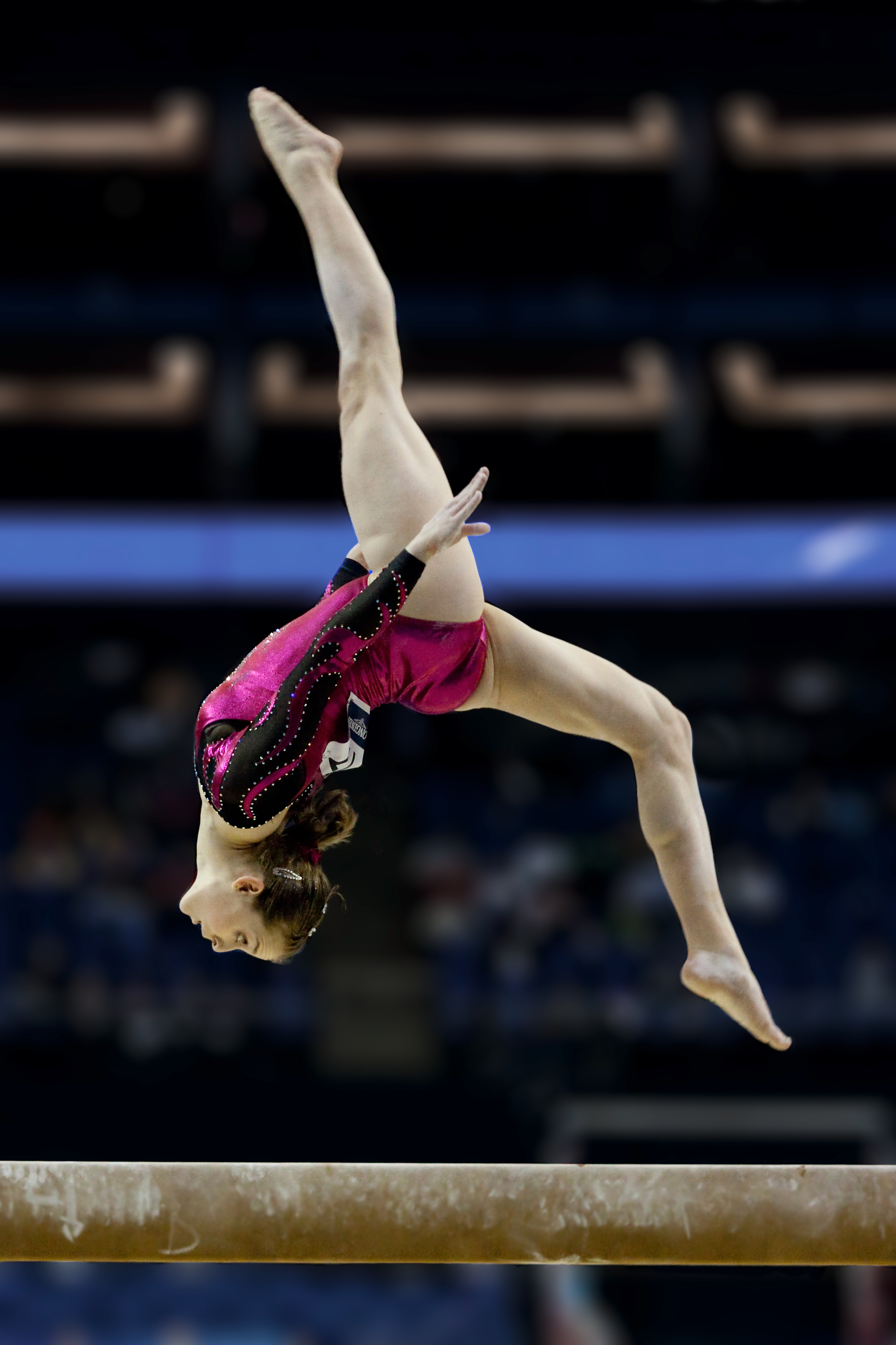
Voltereta hacia atrás sobre una pierna.

### Posiciones del cuerpo
Los saltos mortales se pueden realizar en una variedad de posiciones, incluso metidos, picados (doblados en las caderas), a horcajadas y colocados (cuerpo recto).

### Dirección
El deporte de los saltos acrobáticos no requiere que los participantes combinen elementos delanteros y traseros, y la mayoría de los volteadores prefieren volteretas hacia atrás, ya que es más fácil desarrollar el movimiento.
El salto mortal árabe comienza hacia atrás, continúa con media vuelta hacia adelante y termina con uno o más saltos mortales hacia adelante. Se pueden entrenar comenzando con el giro árabe y agregándole un salto mortal frontal.  Cuentan como volteretas hacia adelante en la gimnasia artística femenina y como volteretas hacia atrás en la gimnasia artística masculina.

### Giros
Los saltos mortales a menudo terminan con giros.
Múltiples rotaciones
En 2003, el doble salto mortal escondido se había convertido en un lugar común en la gimnasia femenina. El triple salto mortal hacia atrás existe en la gimnasia masculina, pero rara vez se usó hasta 2017.
En 2019, la gimnasta estadounidense Simone Biles fue la primera mujer en competir en la triple espalda: dos saltos mortales hacia atrás con tres giros en la posición doblada.